# Signe Tandefelt
Signe Tandefelt née Ahrenberg le 11 décembre 1879 à Helsinki et morte le 27 avril 1943 dans la même ville, est une critique d'art et peintre finlandaise.

## Biographie

### Famille
Les parents de Signe Tandefelt sont l'architecte Johan Jacob Ahrenberg et Fredrika Widolfa Carolina von Engeström. Son époux est le peintre Heikki Tandefelt, conservateur de Suomenlinna entre 1904 et 1919.

### Formation
Signe Tandefelt étudie à l'académie des beaux-arts d'Helsinki. Elle effectue des voyages d'études en Italie en 1905 puis Paris de 1905 à 1907.

### Carrière artistique
La ville d'Helsinki acquit des portraits de nombreuses célébrités pour la création du  Musée municipal d’Helsinki qui furent peints par Signe Tandefelt.
Rabbe Enckell a peint Arvostelu (1922), où deux critiques estimés de son temps, Tandefelt et Sigrid Schauman, au côté de Signe Enckell, évaluent les œuvres de la première exposition de Signe Enckell.
Elle expose aux femmes artistes d'Europe exposent au Jeu de Paume en 1937.

### Carrière de critique d'art
Signe Tandefelt est critique d'art pour Hufvudstadsbladet et Nya Pressen  pendant près de 30 ans et joue un rôle important dans la vie artistique d'Helsinki.